# Bob Etheridge
Bobby Ray Etheridge dit Bob Etheridge est un homme politique américain né le 7 août 1941. Membre du Parti démocrate, il est élu pour la Caroline du Nord à la Chambre des représentants des États-Unis de 1997 à 2011.

## Biographie
Diplômé de l'université Campbell en 1965, Etheridge s'engage alors dans la United States Army pendant deux ans.
Il est élu à la commission du comté de Harnett de 1972 à 1976 puis siège à l'Assemblée générale de Caroline du Nord à partir de 1978. En 1988, Etheridge est élu superintendant de l'instruction publique de Caroline du Nord.
En 1996, Etheridge se présente à la Chambre des représentants des États-Unis dans le 2e district de Caroline du Nord. Il est élu avec 52,5 % des suffrages en battant le républicain sortant David Funderburk (en) (45,7 %), accusé d'avoir menti à la police lors d'un accident de voiture. Il est réélu avec 57,4 % des voix en 1998, 58,3 % en 2000 puis avec des scores compris entre 62 et 67 % des suffrages lors des quatre élections suivantes.
Dans un district de plus en plus conservateur, Etheridge se retrouve en difficulté lors des élections de 2010. Il vote en effet en faveur de la réforme de la santé du Président Obama et reçoit de mauvais scores de la National Rifle Association. En juin 2010, Etheridge perd son sang-froid face à un étudiant lui demandant s'il soutient complètement le programme de Barack Obama  ; une vidéo de l'altercation est largement diffusée sur internet et dans les médias. Il sera plus tard révélé que les « étudiants » étaient envoyés par le Parti républicain pour le confronter. Au soir de l'élection, Etheridge est distancé de 1 489 voix par la républicaine Renee Ellmers. Le représentant demande un recomptage des voix mais, l'écart ne se réduisant que de six bulletins, il concède sa défaite deux semaines plus tard.
En 2012, Etheridge se présente au poste de gouverneur de Caroline du Nord. Durant la primaire démocrate, il est battu par le lieutenant-gouverneur Walter H. Dalton, rassemblant 38 % des voix contre 46 % pour Dalton.